# Grabmal für August Wernicke

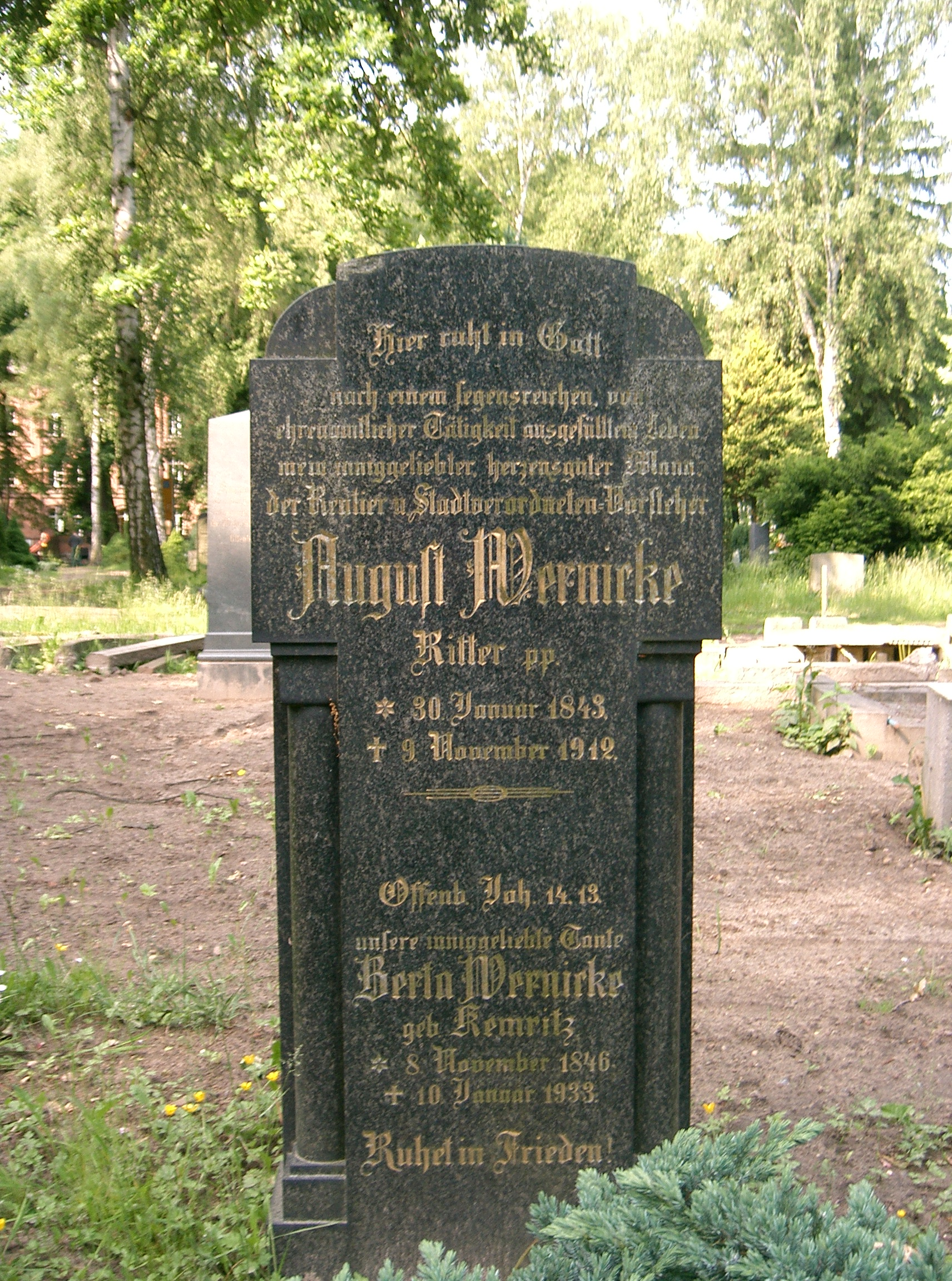
Grabmal von August Wernicke

Das Grabmal für August Wernicke ist eine denkmalgeschützte Grabanlage auf dem Alten Friedhof von Bernau bei Berlin (Brandenburg). Hier liegt der Bernauer Stadtchronist und Stadtverordnetenvorsteher August Wernicke begraben.
Die Anlage besteht aus einem Grabstein aus schwarzem Marmor. In goldenen Buchstaben eingemeißelt die Inschrift:
Hier ruht in Gott
nach einem segensreichen von ehrenamtlicher Tätigkeit ausgefülltem Leben
mein inniggeliebter herzensguter Mann, der Rentier und Stadtverordneten-Vorsteher
August Wernicke
Ritter pp.
* 30. Januar 1843
† 9. November 1912
Nach ihrem Tod am 10. Januar 1933 wurde auch Wernickes Frau Berta hier begraben.
Neben dem Grabstein befinden sich zwei weitere Sockel. Die beiden darauf aufgesetzten Eisenkreuze sind jeweils am Stumpf abgebrochen.